# 大宮神社 (板野町)
大宮神社（おおみやじんじゃ）は、徳島県板野郡板野町に鎮座する神社。

## 歴史
天正年間（1573年-1592年）に創建。板西城主・赤沢宗伝の弟である長山次郎太夫が創建した。源義経が戦勝を祈願したという伝承もある。
1872年（明治5年）に八幡神社と称し、1914年（大正3年）に地域の神社を合祀して大宮神社と改称した。また10月10日の例祭には、地域の中村から獅子舞、関柱から奴道中、西谷・東谷は合同で屋台を出してにぎわい、素人芝居も行われる。またすぐ近くには高野山真言宗の十楽寺がある。

## 祭神
- 応神天皇

## 交通
- 高松自動車道「板野インターチェンジ」より車で約5分。
- JR「阿波大宮駅」より徒歩で約1分。